# Gott erhalte Franz den Kaiser
Gott erhalte Franz den Kaiser ili Bože, čuvaj Cara Franju (znana kao i Carevka, Kaiserhymne te Volkshymne) bila je osobna himna cara Svetog Rimskog Carstva (Franje II.) i Habsburške Monarhije od 1797. godine, Austrijskog Carstva od njegovog osnutka 1804. te službena himna Austro-Ugarske Monarhije od njenog osnutka 1867. godine. U istom obliku je uz manje promjene u tekstu ostala himnom Monarhije do raspada 1918. godine. Joseph Haydn je glazbu himne iskoristio za verziju crkvenog himna Tantum ergo.

## Tekst

### Njemački izvorni tekst
| 1. Gott erhalte Franz, den Kaiser, Unsern guten Kaiser Franz! Lange lebe Franz, der Kaiser, In des Glückes hellstem Glanz! Ihm erblühen Lorbeerreiser, Wo er geht, zum Ehrenkranz! Gott erhalte Franz, den Kaiser, Unsern guten Kaiser Franz! 2. Laß von seiner Fahne Spitzen Strahlen Sieg und Fruchtbarkeit! Laß in seinem Rate sitzen Weisheit, Klugheit, Redlichkeit! Und mit Seiner Hoheit Blitzen Schalten nur Gerechtigkeit! Gott erhalte Franz, den Kaiser, Unsern guten Kaiser Franz! | 3. Ströme deiner Gaben Fülle Über ihn, sein Haus und Reich! Brich der Bosheit Macht, enthülle Jeden Schelm- und Bubenstreich! Dein Gesetz sei stets sein Wille, Dieser uns Gesetzen gleich. Gott erhalte Franz, den Kaiser, Unsern guten Kaiser Franz! 4. Froh erleb’ er seiner Lande, Seiner Völker höchsten Flor! Seh sie, Eins durch Bruderbande, Ragen allen andern vor! Und vernehm noch an dem Rande Später Gruft der Enkel Chor: Gott erhalte Franz, den Kaiser, Unsern guten Kaiser Franz! |

### Carevka
U Trojednoj kraljevini Hrvatskoj, Dalmaciji i Slavoniji službena himna je bila hrvatska inačica Volkshymne nazivana Carevka ili Kraljevka, odnosno u početku Bože, čuvaj Cara Franju.
| 1. Bože živi, Bože štiti Cara našeg i naš dom. Vječnom Ti ih slavom kiti, Snagom Ti ih jačaj svom. Ti nam sretne dane množi, Habsburškoj ih kući daj, S njenom snagom zauvijek složi hrvatske nam krune sjaj. 2. Ti u našim stvori grudma Živi ponos, krotku ćud, Da smo mili svijem ljudma, Na poštenju prvi svud. Ti nas krijepi svojom vjerom, Ravnaj naše sreće brod, Da nam pođe pravim smjerom Sav naš složan mili rod. | 3. No kad domu zlo zaprijeti, »U boj!« zovne Kraljev glas, Tad na ovaj poziv sveti Lavom budi svaki nas, Da pred stijegom našim gine Dušman svaki, Bože daj! A nad nama s nova sine Blagog mira vedri sjaj! 4. Bože živi, srećom zlati Kraljevski nam sjajni dom, Naša ljubav nek ga prati Do kraj međa žiću tom; Blago, život Kralju svome Svaki od nas rado daj, Vječan bud na svijetu tome Slavne naše krune sjaj. |

Po tekstu iz: Iso Kršnjavi, Ivan Krtalić, Zapisci iza kulisa hrvatske politike, I, str. 152. Izdavačko knjižarska radna organizacija Mladost, 1986.
Vjerniji prijevod Carevke, tj. austrijske narodne himne (Österreichische Volkshymne) može se pročitati u Kokoljevoj knjizi Grammatik der kroatischen (serbischen) Sprache iz 1904. godine.
| 1.Bože živi, čuvaj Bože! Cara našeg i naš dom! Silan vjerom da nas može Mudrom vladat desnicom! Štitimo mu carstvo davno Od navale svačije; S Habzburškom je kućom slavno Kob spojena Austrije! 2. Sv'jesno, vjerno i pošteno Pravdu dužnost branimo; A kad treba, da hrabreno Na oružje skočimo! Znajuć, kako slava stara Vojsku kiti lovorom; Blago, život, sve za cara, Sve za cara i za dom. | 3. Što građanin s mukom steče, Tomu vojnik budi štit; Ume drugih nek preteče Um naš, duhom ponosit. Sreća, slava nek izviru Svud po zemljam našije'; Sunce božje nek u miru Sja vrh srećne Austrije! 4. Sile naše nek se slože, Svemogućan jer je sklad: I najteži lasno može Nadvladat se slogom rad. K jednoj svrsi pogodljivi Svi nastojmo bratski it: Car da živi, dom da živi Austrija će vjerna bit. |